# Eygló Gústafsdóttir
Eygló Ósk Gústafsdóttir (ur. 1 lutego 1995 w Reykjaviku) – islandzka pływaczka, specjalizująca się w stylu grzbietowym, dowolnym i zmiennym.
Wicemistrzyni Europy juniorów z Belgradu (2011) na 200 m stylem grzbietowym.
Wystartowała na igrzyskach olimpijskich w Londynie (2012) w wyścigu na 100 (32. miejsce) i 200 m stylem grzbietowym (20. miejsce), na 200 m stylem zmiennym (28. miejsce) oraz w sztafecie 4 × 100 m stylem zmiennym (15. miejsce).
Eygló Ósk Gústafsdóttir jest aktualną rekordzistką Islandii na dystansach 100 i 200 m stylem grzbietowym oraz 200 m stylem zmiennym.